# 馬自達K族引擎
馬自達K系列引擎是1992年至2002年期間由日本馬自達汽車公司研發、生產的往復式活塞60°V型六缸汽油引擎，排氣量分別從1.8L至2.5L不等。此系列引擎全部採27°雙頂置凸輪軸（double overhead camshaft，縮寫成DOHC）及HLA液壓式汽門間隙調節器（hydraulic lash adjuster），且具有高鋼性、全鋁製、曲軸箱分離的汽缸本體，以4和6枝螺栓固定曲軸主軸頸、附有輕量化碳鋼鍛造連桿的鍛造曲軸。
此外，K系列引擎引進獨家的VRIS多變共振進氣系統（Variable Resonance Induction System之縮寫），可在不同的轉速時配合不同閥門的開關來決定共振的範圍，使得引擎轉速由低至高皆有平坦而高扭力的輸出曲線。
K系列引擎乃由馬自達與鈴木汽車共同合作開發，所以早期鈴木2.0L H20A型引擎和馬自達的2.0L KF型共享相同的缸徑、衝程與位移行程，但相似之處到此為止。鈴木採用正時鏈條以配置後輪驅動，相對地引擎體積也較大。鈴木著重於產生較大扭矩，以便充實他們的SUV產品陣容，而馬自達則注重高科技與馬力功率輸出。另外，兩家公司並未共享任何零組件，完全各自生產。

## K8型
排氣量1,845c.c.的K8型引擎問世時，曾一度為全球最小的自然進氣V型六缸往復式汽油引擎。其缸徑75mm、衝程69.6mm，壓縮比9.2:1，依不同調校方式可區分成：
- 美規稱作K8-DE型：最大馬力97kW / 6,500rpm、最大扭力156N·m / 4,500rpm。
- 日規稱作K8-ZE型：最大馬力140ps / 7,000rpm、峰值扭力16.0kg·m / 5,500rpm。

此具引擎之鑄造程序由日本Ryobi公司負責，採該公司獨家研發的「RIC （页面存档备份，存于）」一體成形鑄造技術，提升了高剛性與輕量化。在高轉速情況下表現得很好，但遇到市區走走停停的交通狀況，低、中轉速域間反而出現扭力不足的狀況，故遭到消費者批評詬病。車型：
1. 1991年-1998年：馬自達MX-3
2. 1991年-1998年：Eunos Presso
3. 1992年-1999年：Eunos 500
4. 1991年-1998年：馬自達Cronos
5. 1991年-1997年：Ẽfini MS-6
6. 1991年-1995年：第二代福特Telstar

## KF型
自然進氣、排氣量1,995c.c.的KF型引擎之缸徑為78mm、衝程69.6 mm，壓縮比9.5:1，閥門配置之夾角為27°，燃燒室採「稄頂」型（pent roof）設計。此具引擎不同的國家地區發展出一些亞型：
- KF-DE型：適用於海外版的車型，最大馬力140hp / 6,000rpm，最大扭力179N·m / 5,000rpm；後來更調校至最大馬力144hp / 6,000rpm，最大扭力179N·m / 5,000rpm。
- KF-ZE型；使用於日本當地，最大馬力160ps / 6,500rpm，最大扭力18.3kg·m / 5,500rpm。此外，馬自達Lantis的旗艦車「R」等級經過精心調校後，馬力可達170hp / 6,000rpm。

日本Ryobi公司負責鑄造此具引擎，該公司獨家研發的「RIC （页面存档备份，存于）」一體成形鑄造技術提升了高剛性與輕量化。在高轉速情況下表現得很好，但遇到市區走走停停的交通狀況，低、中轉速域間反而出現扭力不足的狀況，故遭到消費者批評詬病。車型：
1. 1991年-1998年：馬自達Cronos
2. 1992年-1994年：Autozam Clef
3. 1992年-1999年：Eunos 500 / Xedos 6
4. 1991年-1997年：Ẽfini MS-6
5. 1992年-1997年：Ẽfini MS-8
6. 1993年-1997年：馬自達Lantis
7. 1991年-1995年：第二代福特Telstar
8. 1993年-2003年：馬自達Millenia
9. 1994年-1998年：第八代323f

## KJ-ZEM型
同時參看：米勒循環引擎。

代號KJ-ZEM型之引擎排氣量2,255c.c.，缸徑80.3mm、衝程74.2mm，壓縮比10.0:1。一般米勒循環引擎在低轉速時進氣不足，故加裝了一具由日本石川島播磨重工業製造、附有電子增壓控制器的雙螺管機械增壓器（Lysholm supercharger），最高增壓值1.5bar。利用機械增壓的內壓及活塞向上運動的外壓對沖，比單純的活塞做功提高了15%的效率。也因此這具引擎能以2.3L的排氣量達到3.0L的馬力輸出，而且達到高轉速時，增壓效率更是驚人。
此具引擎之最大馬力220ps / 5,500rpm，最大扭力30.0kg·m / 3,500rpm，曾於1995年至1998年連續四年獲選為華德十大最佳汽車引擎（Ward's 10 Best Engines），並獲得日本財團法人汽車技術會的「技術240選」。不過，馬自達雖然號稱KJ-ZEM型引擎能夠省油15%至20%，但實際駕駛狀況比實驗時還要嚴苛，加上機械增壓器反而提高造車成本，故難以實用化。車型：
1. 1993年-2003年：Millenia / Eunos 800 / Xedos 9

## KL型
排氣量2,497c.c.的KL型引擎缸徑為84.5mm、衝程為74.2mm，壓縮比10.0:1。依照調校程度的不同，可區分成幾個亞型：
- KL-ZE型：僅限日本當地，最大馬力200ps / 6,500rpm，峰值扭力22.8kg·m / 5,500rpm。
- KL-DE型：屬於海外版，最大馬力164hp ～ 170hp / 6,000rpm，峰值扭力156lb-ft ～ 160lb-ft / 5,500rpm。同時，在美國以外的市場還稱作KL-03型，搭載於第二代福特Probe上。
- KL-G4型：這個改良過的亞型出現於1997年，具有汽門頂筒與鑄造曲軸可減少旋轉質量及重整進氣系統，且點火系統被更換成福特EDIS電子點火系統（英语：Ford EDIS）（Electronic Distributorless Ignition System之縮寫）。此具引擎搭載於第七代626上。車型：

1. KL-ZE型：
  1. 1992年-1997年：第二代MX-6
  2. 1992年-1997年：Ẽfini MS-8
  3. 1993年-2003年：馬自達Millenia / Eunos 800
  4. 1994年-1997年：第六代626
  5. 1997年-2002年：第七代626旅行車款
2. KL-DE型：
  1. 1991年-1995年：第三代福特Telstar
  2. 1991年-1998年：馬自達Cronos
  3. 1992年-1997年：第二代MX-6
  4. 1992年-1994年：Autozam Clef
  5. 1993年-1997年：第二代福特Probe
  6. 1994年-1997年：第六代626
3. KL-G4型：
  1. 1997年-2002年：第七代626

## 內部連結
- 馬自達引擎列表

## 外部連結
- （英文）Mazda New Lightweight and Compact V6 Engines （页面存档备份，存于）
- （英文）KLZE and KLDE Comparison!
- （日語）日本の自動車技術240選：自動車用ミラーサイクルエンジン